# Lista de episódios de Crazy Ex-Girlfriend
Crazy Ex-Girlfriend é uma série de televisão de comédia e drama musical criada por Rachel Bloom e Aline Brosh McKenna, que estreou na The CW em 12 de outubro de 2015 A série é estrelada por Bloom como Rebecca Bunch, uma jovem deprimida que decide seguir seu ex-namorado de Nova York até West Covina, Califórnia, na esperança de encontrar uma verdadeira felicidade. Até o episódio 38, quando Rebecca decidiu se concentrar em si mesma, todos os episódios seguiram o padrão de se referir ao ex-namorado de Rebecca, Josh (Vincent Rodriguez III).
Em 2 de abril de 2018, a CW renovou a série para uma quarta e última temporada.

## Visão geral da série
| Temporada | Temporada | Episódios | Episódios | Originalmente exibido | Originalmente exibido   |
| Temporada | Temporada | Episódios | Episódios | Estreia da temporada  | Final da temporada      |
| --------- | --------- | --------- | --------- | --------------------- | ----------------------- |
|           | 1         | 18        | 18        | 12 de outubro de 2015 | 18 de abril de 2016     |
|           | 2         | 13        | 13        | 21 de outubro de 2016 | 3 de fevereiro de 2017  |
|           | 3         | 13        | 13        | 13 de outubro de 2017 | 16 de fevereiro de 2018 |
|           | 4         | 18        | 18        | 12 de outubro de 2018 | 5 de abril de 2019      |

## Episódios

### 1ª temporada (2015-2016)
| N.º na série | N.º na temp. | Título                                              | Dirigido por             | Escrito por                        | Exibição original       | Audiência (milhões) |
| ------------ | ------------ | --------------------------------------------------- | ------------------------ | ---------------------------------- | ----------------------- | ------------------- |
| 1            | 1            | "Josh Just Happens to Live Here!"                   | Marc Webb                | Rachel Bloom & Aline Brosh McKenna | 12 de outubro de 2015   | 0.90                |
| 2            | 2            | "Josh's Girlfriend Is Really Cool!"                 | Don Scardino             | Rachel Bloom & Aline Brosh McKenna | 19 de outubro de 2015   | 0.79                |
| 3            | 3            | "I Hope Josh Comes to My Party!"                    | Tamra Davis              | Rachel Bloom & Aline Brosh McKenna | 26 de outubro de 2015   | 0.67                |
| 4            | 4            | "I'm Going on a Date with Josh's Friend!"           | Stuart McDonald          | Erin Ehrlich                       | 2 de novembro de 2015   | 0.95                |
| 5            | 5            | "Josh and I Are Good People!"                       | Alex Hardcastle          | Michael Hitchcock                  | 9 de novembro de 2015   | 0.95                |
| 6            | 6            | "My First Thanksgiving with Josh!"                  | Joanna Kerns             | Rene Gube                          | 16 de novembro de 2015  | 0.89                |
| 7            | 7            | "I'm So Happy that Josh Is So Happy!"               | Lawrence Trilling        | Sono Patel                         | 23 de novembro de 2015  | 0.88                |
| 8            | 8            | "My Mom, Greg's Mom and Josh's Sweet Dance Moves!"  | Steven Tsuchida          | Rachel Specter & Audrey Wauchope   | 30 de novembro de 2015  | 1.0                 |
| 9            | 9            | "I'm Going to the Beach with Josh and His Friends!" | Kenny Ortega             | Dan Gregor & Doug Mand             | 25 de janeiro de 2016   | 0.88                |
| 10           | 10           | "I'm Back at Camp with Josh!"                       | Michael Schultz          | Jack Dolgen                        | 1 de fevereiro de 2016  | 0.97                |
| 11           | 11           | "That Text Was Not Meant for Josh!"                 | Daisy von Scherler Mayer | Elisabeth Kiernan Averick          | 8 de fevereiro de 2016  | 1.02                |
| 12           | 12           | "Josh and I Work on a Case!"                        | Steven Tsuchida          | Rachel Bloom & Aline Brosh McKenna | 22 de fevereiro de 2016 | 0.92                |
| 13           | 13           | "Josh and I Go to Los Angeles!"                     | Michael Patrick Jann     | Aline Brosh McKenna                | 29 de fevereiro de 2016 | 0.86                |
| 14           | 14           | "Josh Is Going to Hawaii!"                          | Erin Ehrlich             | Sono Patel                         | 7 de março de 2016      | 0.81                |
| 15           | 15           | "Josh Has No Idea Where I Am!"                      | Steven Tsuchida          | Rachel Bloom & Aline Brosh McKenna | 21 de março de 2016     | 0.71                |
| 16           | 16           | "Josh's Sister Is Getting Married!"                 | Alex Hardcastle          | Rachel Specter & Audrey Wauchope   | 28 de março de 2016     | 0.86                |
| 17           | 17           | "Why Is Josh in a Bad Mood?"                        | Joanna Kerns             | Jack Dolgen                        | 11 de abril de 2016     | 0.77                |
| 18           | 18           | "Paula Needs to Get Over Josh!"                     | Aline Brosh McKenna      | Rene Gube                          | 18 de abril de 2016     | 0.82                |

### 2ª temporada (2016-2017)
| N.º na série | N.º na temp. | Título                                               | Dirigido por         | Escrito por                                    | Exibição original      | Audiência (milhões) |
| ------------ | ------------ | ---------------------------------------------------- | -------------------- | ---------------------------------------------- | ---------------------- | ------------------- |
| 19           | 1            | "Where Is Josh's Friend?"                            | Marc Webb            | Rachel Bloom & Aline Brosh McKenna & Marc Webb | 21 de outubro de 2016  | 0.53                |
| 20           | 2            | "When Will Josh See How Cool I Am?"                  | Jay Chandrasekhar    | Rene Gube                                      | 28 de outubro de 2016  | 0.45                |
| 21           | 3            | "All Signs Point to Josh... Or Is It Josh’s Friend?" | Stuart McDonald      | Rachel Specter & Audrey Wauchope               | 4 de novembro de 2016  | 0.54                |
| 22           | 4            | "When Will Josh and His Friend Leave Me Alone?"      | Paul Briganti        | Erin Ehrlich                                   | 11 de novembro de 2016 | 0.53                |
| 23           | 5            | "Why Is Josh's Ex-Girlfriend Eating Carbs?"          | Erin Ehrlich         | Sono Patel                                     | 18 de novembro de 2016 | 0.50                |
| 24           | 6            | "Who Needs Josh When You Have a Girl Group?"         | Stuart McDonald      | Jack Dolgen                                    | 2 de dezembro de 2016  | 0.60                |
| 25           | 7            | "Who's the Cool Girl Josh Is Dating?"                | Jude Weng            | Michael Hitchcock                              | 9 de dezembro de 2016  | 0.54                |
| 26           | 8            | "Who Is Josh's Soup Fairy?"                          | Linda Mendoza        | Rachel Specter & Audrey Wauchope               | 6 de janeiro de 2017   | 0.71                |
| 27           | 9            | "When Do I Get to Spend Time with Josh?"             | Kabir Akhtar         | Rachel Bloom & Aline Brosh McKenna             | 6 de janeiro de 2017   | 0.63                |
| 28           | 10           | "Will Scarsdale Like Josh's Shayna Punim?"           | Alex Hardcastle      | Dan Gregor & Doug Mand                         | 13 de janeiro de 2017  | 0.55                |
| 29           | 11           | "Josh Is the Man of My Dreams, Right?"               | Michael Patrick Jann | Elisabeth Kiernan Averick                      | 20 de janeiro de 2017  | 0.57                |
| 30           | 12           | "Is Josh Free in Two Weeks?"                         | Alex Hardcastle      | Katie Schwartz                                 | 27 de janeiro de 2017  | 0.59                |
| 13           | 31           | "Can Josh Take a Leap of Faith?"                     | Aline Brosh McKenna  | Aline Brosh McKenna                            | 3 de fevereiro de 2017 | 0.58                |

### 3ª temporada (2017-2018)
| N.º na série | N.º na temp. | Título                                | Dirigido por        | Escrito por                                    | Exibição original       | Audiência (milhões) |
| ------------ | ------------ | ------------------------------------- | ------------------- | ---------------------------------------------- | ----------------------- | ------------------- |
| 32           | 1            | "Josh's Ex-Girlfriend Wants Revenge." | Erin Ehrlich        | Rachel Bloom & Aline Brosh McKenna             | 13 de outubro de 2017   | 0.63                |
| 33           | 2            | "To Josh, With Love."                 | Kabir Akhtar        | Rachel Specter & Audrey Wauchope               | 20 de outubro de 2017   | 0.60                |
| 34           | 3            | "Josh Is A Liar."                     | Stuart McDonald     | Michael Hitchcock                              | 27 de outubro de 2017   | 0.56                |
| 35           | 4            | "Josh's Ex-Girlfriend Is Crazy."      | Joseph Kahn         | Rachel Bloom & Aline Brosh McKenna             | 3 de novembro de 2017   | 0.65                |
| 36           | 5            | "I Never Want to See Josh Again."     | Stuart McDonald     | Jack Dolgen                                    | 10 de novembro de 2017  | 0.66                |
| 37           | 6            | "Josh Is Irrelevant."                 | Max Winkler         | Rachel Bloom, Aline Brosh McKenna & Ilana Peña | 17 de novembro de 2017  | 0.66                |
| 38           | 7            | "Getting Over Jeff."                  | Stuart McDonald     | Erin Ehrlich                                   | 8 de dezembro de 2017   | 0.63                |
| 39           | 8            | "Nathaniel Needs My Help!"            | Jude Weng           | Rachel Specter & Audrey Wauchope               | 5 de janeiro de 2018    | 0.69                |
| 40           | 9            | "Nathaniel Gets the Message!"         | Kabir Akhtar        | Elisabeth Kiernan Averick                      | 12 de janeiro de 2018   | 0.66                |
| 41           | 10           | "Oh, Nathaniel, It's On!"             | Jude Weng           | Sono Patel                                     | 26 de janeiro de 2018   | 0.65                |
| 42           | 11           | "Nathaniel and I Are Just Friends!"   | Erin Ehrlich        | Rene Gube                                      | 2 de fevereiro de 2018  | 0.62                |
| 43           | 12           | "Trent?!"                             | Stuart McDonald     | Dan Gregor & Doug Mand                         | 9 de fevereiro de 2018  | 0.60                |
| 44           | 13           | "Nathaniel Is Irrelevant."            | Aline Brosh McKenna | Aline Brosh McKenna & Michael Hitchcock        | 16 de fevereiro de 2018 | 0.60                |

### 4ª temporada (2018-2019)
| N.º na série | N.º na temp. | Título                                                                  | Dirigido por                     | Escrito por                                   | Exibição original      | Audiência (milhões) |
| ------------ | ------------ | ----------------------------------------------------------------------- | -------------------------------- | --------------------------------------------- | ---------------------- | ------------------- |
| 45           | 1            | "I Want to Be Here"                                                     | Stuart McDonald                  | Rachel Bloom                                  | 12 de outubro de 2018  | 0.40                |
| 46           | 2            | "I Am Ashamed"                                                          | Rachel Specter e Audrey Wauchope | Erin Ehrlich                                  | 19 de outubro de 2018  | 0.38                |
| 47           | 3            | "I'm On My Own Path"                                                    | Jude Weng                        | Alden Derck                                   | 26 de outubro de 2018  | 0.41                |
| 48           | 4            | "I'm Making Up for Lost Time"                                           | Stuart McDonald                  | Elisabeth Kiernan Averick                     | 2 de novembro de 2018  | 0.46                |
| 49           | 5            | "I'm So Happy for You"                                                  | Erin Ehrlich                     | Ilana Peña                                    | 9 de novembro de 2018  | 0.42                |
| 50           | 6            | "I See You"                                                             | Dan Gregor                       | Jack Dolgen                                   | 16 de novembro de 2018 | 0.40                |
| 51           | 7            | "I Will Help You"                                                       | Kabir Akhtar                     | Aline Brosh McKenna                           | 30 de novembro de 2018 | 0.50                |
| 52           | 8            | "I'm Not the Person I Used to Be"                                       | Stuart McDonald                  | Rene Gube                                     | 7 de dezembro de 2018  | 0.39                |
| 53           | 9            | "I Need Some Balance"                                                   | Kimmy Gatewood                   | Elisabeth Kiernan Averick                     | 11 de janeiro de 2019  | 0.45                |
| 54           | 10           | "I Can Work With You"                                                   | Kabir Akhtar                     | Rachel Specter e Audrey Wauchope              | 18 de janeiro de 2019  | 0.41                |
| 55           | 11           | "I'm Almost Over You"                                                   | Erin Ehrlich                     | Michael Hitchcock                             | 25 de janeiro de 2019  | 0.37                |
| 56           | 12           | "I Need a Break"                                                        | Jack Dolgen                      | Ilana Peña                                    | 1 de fevereiro de 2019 | 0.40                |
| 57           | 13           | "I Have to Get Out"                                                     | Stuart McDonald                  | Rene Gube                                     | 8 de fevereiro de 2019 | 0.41                |
| 58           | 14           | "I'm Finding My Bliss"                                                  | Kabir Akhtar                     | Elisabeth Kiernan Averick e Michael Hitchcock | 15 de março de 2019    | 0.31                |
| 59           | 15           | "I Need to Find My Frenemy"                                             | Stuart McDonald                  | Alden Derck e Aline Brosh McKenna             | 22 de março de 2019    | 0.40                |
| 60           | 16           | "I Have a Date Tonight"                                                 | Dan Gregor                       | Erin Ehrlich                                  | 29 de março de 2019    | 0.38                |
| 61           | 17           | "I'm in Love"                                                           | Aline Brosh McKenna              | Aline Brosh McKenna e Rachel Bloom            | 5 de abril de 2019     | ASD                 |
| 62           | 18           | "Yes, It's Really Us Singing: The Crazy Ex-Girlfriend Concert Special!" | Marty Pasetta, Jr.               | Rachel Bloom e Adam Schlesinger e Jack Dolgen | 5 de abril de 2019     | ASD                 |